# Bezirk Jaunjelgava
Der Bezirk Jaunjelgava (Jaunjelgavas novads) war ein Bezirk im zentralen Süden Lettlands in der Region Sēlija, der von 2009 bis 2021 existierte. Bei der Verwaltungsreform 2021 wurde der Bezirk aufgelöst, seine Gemeinden gehören seitdem zum neuen Bezirk Aizkraukle.

## Geographie
Das dünnbesiedelte waldreiche Gebiet liegt südlich der Düna. Bei Sērene führt eine Straße auf dem Damm des hydroelektrischen Werkes Pļaviņas zum Nordufer. Der Staburags, ein Felsen am Dünaufer, der ein nationales Symbol war, wurde durch den Stausee desselben Werkes überschwemmt.

## Bevölkerung
Der Bezirk bestand aus den fünf Gemeinden (pagasts) Daudzese, Sece, Sērene, Staburags, Sunākste sowie dem Verwaltungszentrum Jaunjelgava. 6486 Einwohner lebten 2010 im Bezirk Jaunjelgava.

## Nachweise
1. ↑  Vides aizsardzības un reģionālās attīstības ministrija (Ministerium für Naturschutz und Regionalentwicklung), Karten und Auflistung der Verwaltungseinheiten, abgerufen am 27. Juli 2021